# Ferdinandusa speciosa
Ferdinandusa speciosa là một loài thực vật có hoa trong họ Thiến thảo. Loài này được (Pohl) Pohl mô tả khoa học đầu tiên năm 1829.

## Hình ảnh

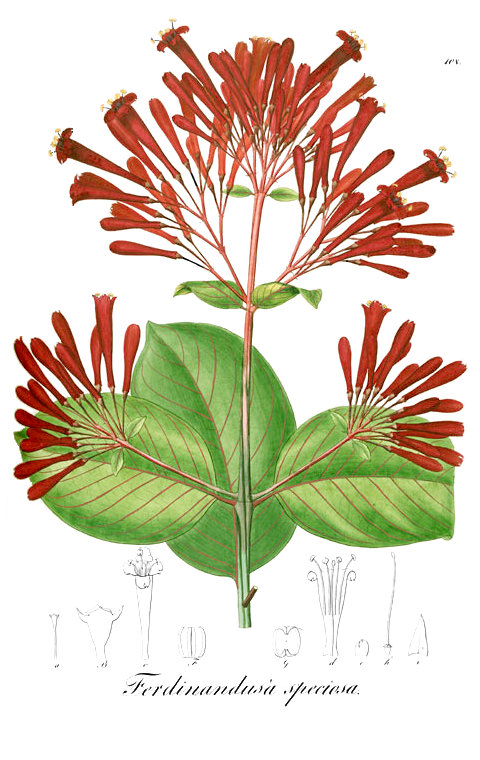
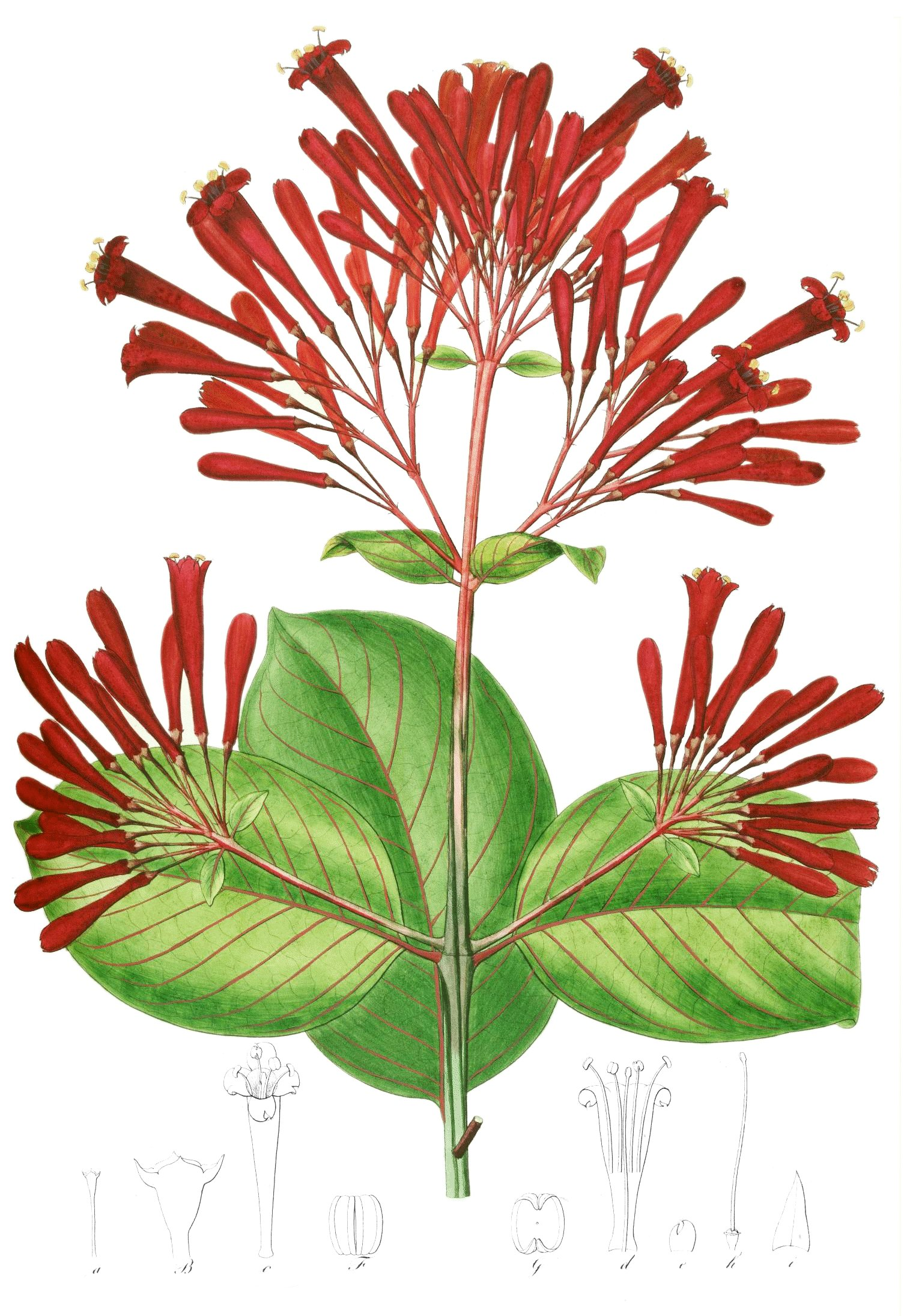
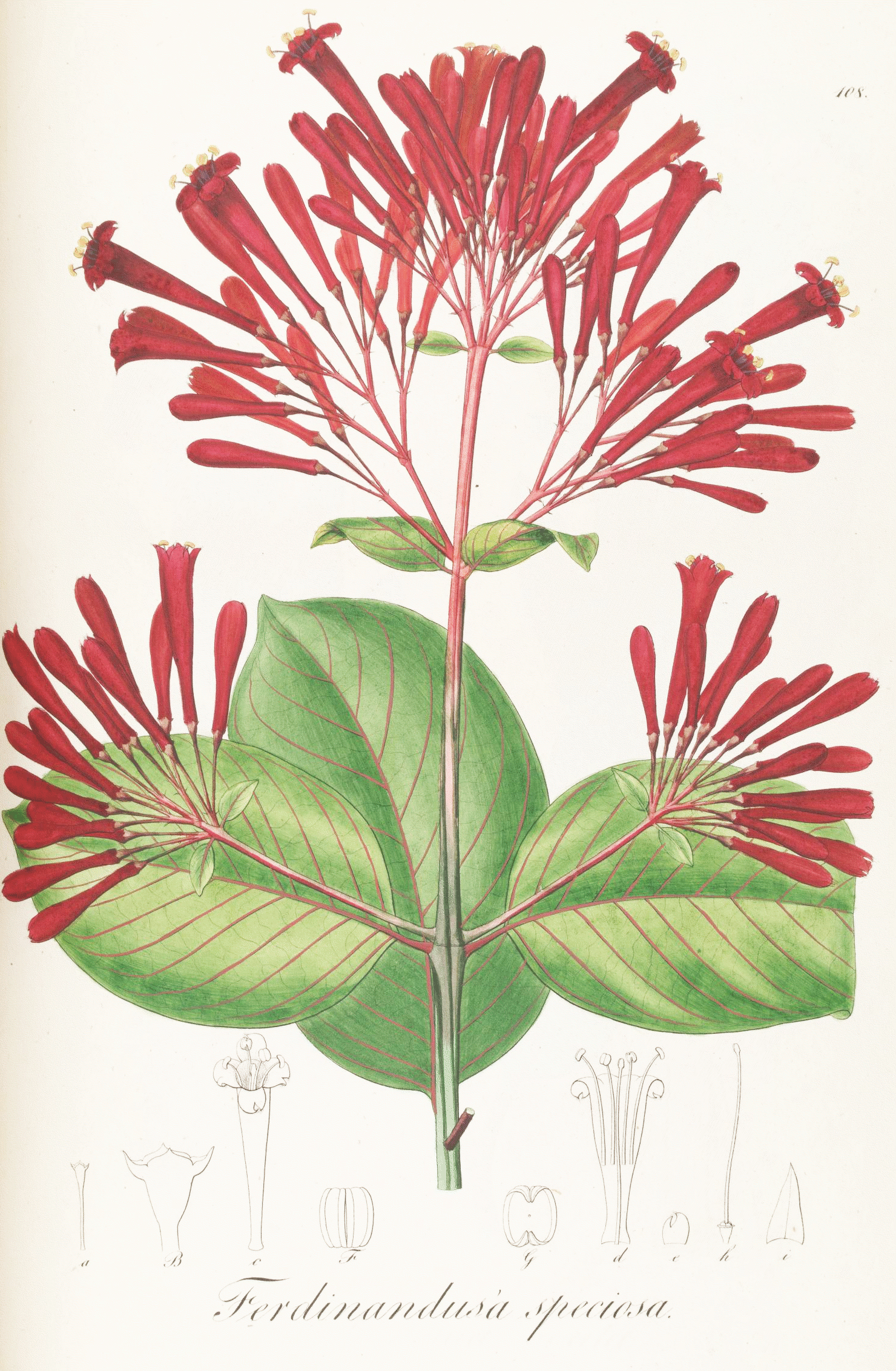
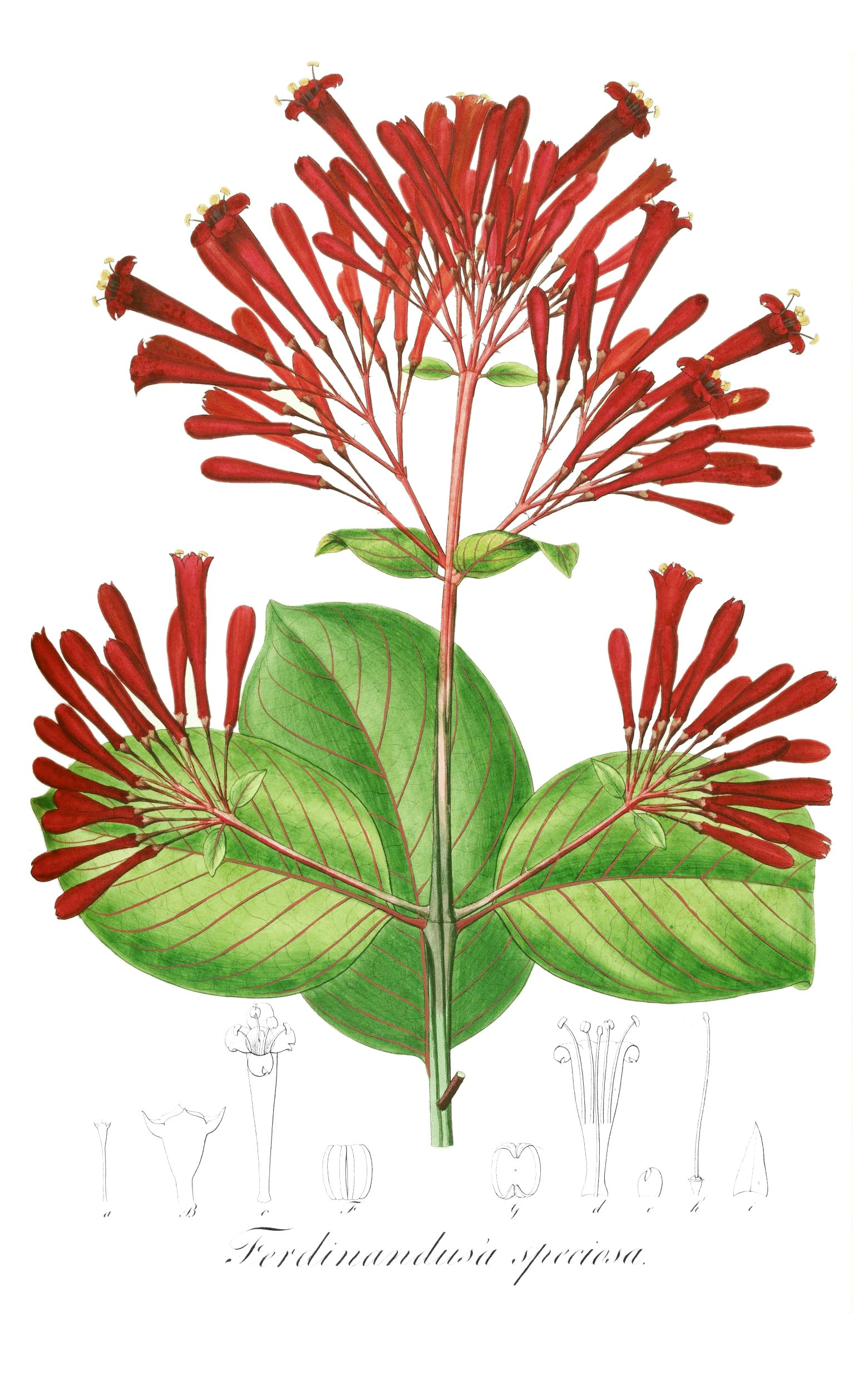